# Amsterdams (dialect)
Het Amsterdams is het stadsdialect gesproken door de autochtone "volksklasse" van Amsterdam, maar door massale migratie in de 20e eeuw is het de volkstaal van Almere en Lelystad en is het tevens frequent te horen in bijvoorbeeld Purmerend, Alkmaar en Hoorn.
Het Amsterdams behoort tot de Hollandse dialecten, meer bijzonder tot de Zuid-Hollandse dialecten. Een aantal kenmerken deelt het Amsterdams met andere Hollandse dialecten, zoals de vorming van verkleinwoorden op -ie en het gebruik van kenne voor kunnen. Andere zijn meer regiogebonden, zoals het verlies van stemhebbende fricative beginconsonanten (fochel, son en choed) (vogel, zon en goed), de verkleuring van aa [aː] naar ao [ɑː] alsmede ee [eː], eu [øː] en oo [oː] naar eej [eɪ̯], euw [øʏ̯] en oow [oʊ̯] en een lichte mouillering.
Een bekende Amsterdamse zin is: "Ik hep de son in de see sien sakke". Hierop kan hypercorrectie volgen waarop mensen bijvoorbeeld het Concertgebouw gaan uitspreken als conzertgebouw. De kopstem à la Leen Jongewaard met sterke palatalisering is ook karakteristiek voor het Amsterdams.

## Geschiedenis
Over het Amsterdams uit vroeger tijden is mondjesmaat iets bekend. Johan Winkler meende in zijn Dialecticon (1874) dat het oorspronkelijke Amsterdams een Fries dialect was; dit wordt hogelijk betwist. Wel is zeker dat het Amsterdams van de 16e en 17e eeuw meer Noord-Hollands van karakter was. Constantijn Huygens, G.A. Bredero en P.C. Hooft schreven duidelijk met Amsterdamse invloeden en soms zelfs duidelijk in het Amsterdams. Zo schrijft Huygens in zijn Scheepspraat:
Mouring was te kooi ekropen,
en de endeloze slaap
had sijn wakker oog beslopen
en hem, leeuw, emaakt tot schaap.
Reeërs en matrozen riepen:
Och! de grote schipper, och!
Wat zou't schaân of wij al sliepen,
waakte schipper Mouring nog!
Schipper Mouring, maar je legt er,
maar je legt er plat evelt,
stout verweerder, trots bevechter,
bei te seewaard en te veld.
Kijk, de takels en de touwen
en de vlaggen en het schut
staan en pruilen in de rouw, en
altemalen in de dut.
Rond 1800 moet het Amsterdams bij benadering in zijn huidige vorm terechtgekomen zijn. In de 20e eeuw werd het Amsterdams toenemend met één specifieke buurt geassocieerd: de Jordaan. De volkszangers Willy Alberti en Johnny Jordaan zongen constant in het Amsterdams of met een Amsterdams accent. Ook Dorus, André Hazes, Drukwerk, Danny de Munk en Lange Frans & Baas B werden bekend met hun Amsterdamse kleuring. In 2000 behaalde de rapgroep Osdorp Posse een hit met Origineel Amsterdams, een rap over het Amsterdams.
Een groot deel van de Antwerpenaren en Vlamingen die na de Val van Antwerpen naar Amsterdam trokken kwamen terecht in de Jordaan. In deze, toen net nieuwe buurt, kleurden ze de taal. Meer dan twee eeuwen later in de negentiende eeuw waren nog steeds uitspraakeigenaardigheden aanwezig die typisch Vlaams of Antwerps zijn zoals onder andere het wegvallen van de h aan het begin van een woord.
Rond 1800 klonk de aa in straat nog als street. In sommige buurten is dan al straot te horen. In de loop van de 19e eeuw gaat heel Amsterdam over op straot. Dit is waarschijnlijk bespoedigd door arbeidsmigranten uit Utrecht en het oosten van Nederland. In de taal van deze arbeidsmigranten kwam de ao al voor.

## Buurt-dialecten
In zijn Dialecticon beweert Winkler dat het Amsterdams in niet minder dan negentien buurt-dialecten was verdeeld. Amsterdam blijkt in die tijd nog wel kleine buurtverschillen te hebben gehad. Dit was de indeling van Winkler:
- Het Kattenburgs, zeer snel en scherp
- het Rapenburgs, gelijkend op het Kattenburgs
- het Jonker- en Ridderstraats
- het Jodenhoeks, onderscheiden in Amsterdams-joods, joods-hollands en "de tongval der christenen"
- het Nieuwmarkts, onderscheiden in plat- en minder plat-Nieuwmarkts
- het Zeedijks, Nieuwmarkts met veel zeemanstaal
- het Bierkaais (rond de Oude Kerk), zeer klankrijk
- het Komkommerbuurts (rond Weesperplein)
- het Noordsebossies (Weteringbuurt)
- het Leidsebuurts
- het Jordanees, een boerentongval met "oi" in plaats van "ui"
- het Fransepads, zeer laag allooi
- het Haarlemmerdijks, sterk rochelende uitspraak
- het Nieuwendijks, met een Noord-Hollandse klank
- het Kalverstraats, het "meest welluidende amsterdamsch"
- het Gebed-zonder-ends met een Bierkaaise inslag
- het Vismarkts, de "Amsterdamsche viswijventongval"
- het Botermarkts (rond Rembrandtplein), "plat Kalverstraats"
- het Duvelshoeks (Reguliersbreestraat), zeer plat, "met tal van woorden uit de dieve- en bedelaarstaal".

Voor zover die verschillen al werkelijk hebben bestaan is er thans niets meer van terug te vinden. Zo rond 1900 zijn de buurtdialecten verdwenen waardoor enkel het algemeen Amsterdams sociolect resteert.

## Jiddisch en Bargoens
Door Amsterdams positie als voorname handelsstad en stad met veel Joden kent het Amsterdams een groot aantal Jiddische en Bargoense woorden. Jiddisch was de gemeenschappelijke taal van joden in noordelijk en oostelijk Europa.
Aan het Jiddisch ontleend zijn woorden als gein(tje), goochem, habbekrats, kapsones, ramsj, smoes en wieberen. Amsterdammers zeggen tot op de dag van vandaag "Nah, de massel, hè!" (Nou, de mazzel, hè!), afgeleid van "mazzeltof".
Veel Jiddische woorden kwamen terecht in de dieventaal (Bargoens), de geheimtaal van de onderwereld. Dit geldt bijvoorbeeld voor bajes, jatten, joetje, kapsones, kassiewijle, meier, smeris en snaaien. De verwensing "Krèch nah de klere" ("Krijg nou de kolere") komt van cholera, en de scheldwoorden "kolereleijer" met als variant "pokkeleijer" (pokkenlijder) en "teringlijer" (tering- oftewel tuberculoselijder) zijn even bekend als (on)bemind in Amsterdam.
Aan de Sefardische Joden dankt het Amsterdams ook enkele woorden: bolus (van het Spaanse bola) en gedeisd (van het Portugese deixe, stil).

## Amsterdams afleren
Hoewel het Amsterdams in Amsterdam zelf algemeen wordt gewaardeerd als karakteristiek en humoristisch, zijn er mensen die het dialect graag afleren, omdat het hen mogelijk hindert in hun carrière. Omgekeerd zijn er ook Amsterdammers uit de hogere middenklasse die authentiek of stoer willen overkomen met hun versie van plat Amsterdams, een vorm van inverted snobbery analoog aan Mick Jagger in Engeland die faux Cockney pleegt te spreken. De taalkundige B. Faddegon oefende zich in "zuiver Hollands" met behulp van spraakoefeningen als deze:
"De kwast Van Pas had een bas en een moustache van vlas. Hij dronk een glas kwast in het natte gras aan de rand van een waterplas. Toen kwam er een das met een krassend, nijdassig gebas." 

"Hou de kas krachtig, de belasting is lastig. Want, als je past, dan krijg je last, en terwijl de belasting tast, hou je je hart vast."

## Amsterdamse woorden
Er bestaan veel woorden die voornamelijk in Amsterdam worden gebruikt en nauwelijks daarbuiten. Sommige daarvan worden maar tijdelijk gebruikt, maar een groot aantal blijft populair goed en wordt ook buiten Amsterdam gebruikt.
- gleuvenrijder - trambestuurder
- haarlemmerdijkie - flauwekul verkopen, iemand in de maling nemen
- geinponem - grapjas
- sijssie - vogel
- drijfsijssie - een watervogel (meestal een eend)
- nettemeijer of temeijer - hoer
- jajem - jenever
- pikketanesie - borrel
- provinciaal - iemand niet woonachtig in de stad
- jaap - snee (wond)
- ouwehoeren - veel praten zonder iets nuttigs te zeggen
- porem - gezicht
- de pijp uit - dood
- zo dood als een pier - hartstikke dood
- schijthuis - synoniem voor bangerik of toilet
- 'm peren - weggaan (ik peer 'm!)
- gladjanus of linkmiechel
- saffie - sigaret
- afgepeigerd - doodop
- bonje - problemen die je zelf hebt veroorzaakt
- grijpstuiver - laag geldbedrag
- smeris - politieagent
- rus of stille - rechercheur
- juut - politieagent (hoewel meer in Rotterdam gebruikt)
- Mokum - Amsterdam (Jiddisch voor 'stad')